# کوسوکه کوجیرای
کوسوکه کوجیرای (انگلیسی: Kōsuke Kujirai؛ زادهٔ ۲۰ ژوئیهٔ ۱۹۸۷) بازیگر، و صداپیشه اهل ژاپن است. وی از سال ۲۰۰۴ میلادی تاکنون مشغول فعالیت بوده‌است.